# Gülten Akın
Gülten Akın (Yozgat, 23 de enero de 1933 – Ankara, 4 de noviembre de 2015) fue una poeta turca cuya obra es considerada culturalmente significativa en Turquía.
Realizó sus estudios secundarios en el Beşiktaş Atatürk Anadolu Lisesi y se graduó de la Escuela de Leyes de la Universidad de Ankara en 1955. Contrajo matrimonio con Yaşar Cankoçak en 1956, con quien tuvo cinco hijos. Debido a la posición de su marido como gobernador de varios distritos provinciales en Turquía, ella se movió alrededor de varias provincias, trabajando como abogada principal, asistente y como profesora. En 1972, Akın y su familia se establecieron en Ankara, donde trabajó en la Sociedad de la Lengua Turca, el cuerpo regulador del idioma, llegando a ser miembro del equipo editorial del Ministerio de Cultura. Trabajó para el restablecimiento de organizaciones no gubernamentales libres y democráticas, siendo considerada como fundadoar y/o directora en varias de ellas tales como la Asociación por los Derechos Humanos, Halkevleri (centros comunitarios) y la Asociación de la Lengua (Dil Derneği).
El primer poema publicado por Akın apareció en el periódico Son Haber en 1951. Subsecuentemente, sus obras aparecieron en varias revistas tales como Hisar, Varlık, Yeditepe, Türk Dili y Mülkiye. Mientras sus poemas tempranos abordaban tópicos vinculados a la naturaleza, el amor, la separación y el anhelo, sus trabajos posteriores tardíos estuvieron dominados por asuntos sociales.
Varios de sus poemas están inspirados en el folclore de su país. En el libro de recopilación de sus escritos analíticos sobre poesía titulado Şiiri Düzde Kuşatmak, Akın expresó su deseo de bajar al nivel del pueblo sus poemas, aseverando que quería «poner en palabras y escritos la esencia que lo que ya existe y formar aquello que hay entre las personas, promoviendo la mejora de sus vidas y estilos de vida».
Sus poemas han sido traducidos a muchos idiomas, y más de 40 de sus ellos han sido musicalizados y transformados en canciones. Uno de estos es Deli Kızın Türküsü de 1993, que apareció en el álbum homónimo de Sezen Aksu.
Akın también escribió obras cortas.
Milliyet la ha nombrado como una de las poetas turcas más influyente desde Fazıl Hüsnü Dağlarca.

## Obras

### Algunos poemarios
- Rüzgar Saati (1956)
- Kestim Kara Saçlarımı (1960)
- Sığda (1964)
- Kırmızı Karanfil (1971)
- Maraş'ın ve Ökkeş'in Destanı (1972)
- Ağıtlar ve Türküler (1976)
- Seyran Destanı (1979)
- İlahiler (1983)
- Sevda Kalıcıdır (1991)
- Sonra İşte Yaşlandım (1995)
- Sessiz Arka Bahçeler (1998)
- Uzak Bir Kıyıda (2003)

### Poemas
- Büyü Yavrum - Grup Yorum (1987), Edip Akbayram, Kemal Sahir Gürel (1988)
- Deli Kızın Türküsü - Sezen Aksu (1993)
- Siyah Beyaz (1989) -Sevinç Eratalay
- Beni Unutma (1989) - Sevinç Eratalay
- Ertuğrul'a Ağıt-Grup Yorum

## Premios
- 1955 - Primer Premio en el concurso de poesía Varlık
- 1964 - Premio de poesía Türk Dil Kurumu por Sığda
- 1972 - Premio TRT por Maraş'ın ve Ökkeş'in Destanı
- 1976 - Premio de poesía Yeditepe por Ağıtlar ve Türküler
- 1991 - Premio de poesía Halil Kocagöz
- 1992 - Premio de literatura Sedat Simavi
- 1999 - Premio de poesía Akdeniz Altın Portakal
- 2003 - Premio libro del año Dünya gazetesi
- 2008 - Premio literario Erdal Öz
- 2014 - Premio de poesía Metin Altıok